# Heimatmuseum Weissenbach an der Triesting

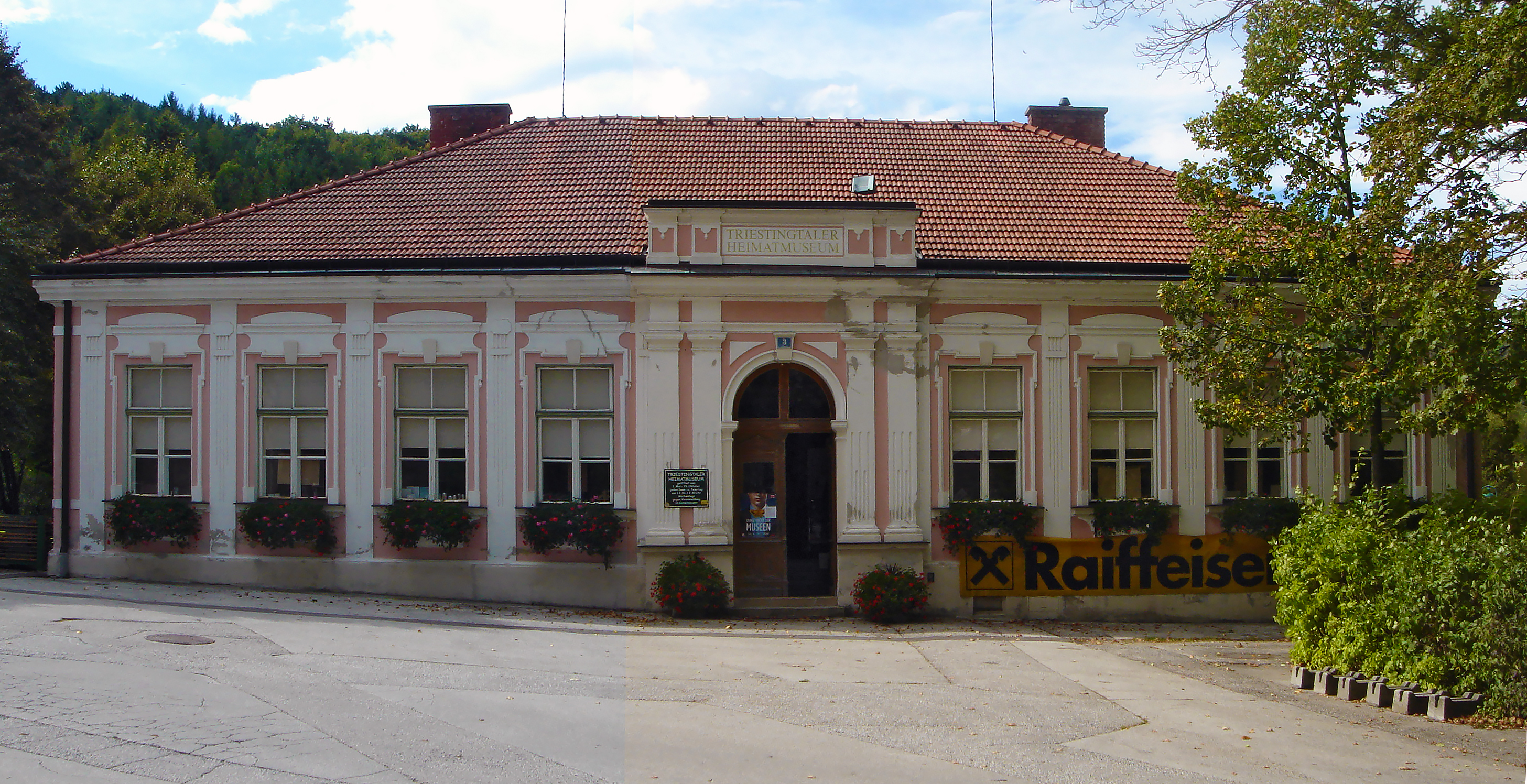
Heimatmuseum in Weissenbach

Das Heimatmuseum Weissenbach an der Triesting, auch Triestingtalmuseum, steht im Zentrum der Marktgemeinde Weissenbach an der Triesting im Bezirk Baden in Niederösterreich. Das ehemalige Volksschulgebäude steht unter Denkmalschutz (Listeneintrag).

## Geschichte
Das Museum wurde 1988 vom Bürgermeister Ernst Fürnwein mit dem Sammler Wolfgang Stiawa und dem Heimatdichter Karl Reischer gegründet. Hiltraud Ast war beratend tätig. Die Graphikerin Irmgard Grillmayer besorgte die Ausgestaltung des Museums.

## Heimatmuseum
Das Museum zeigt zu 37 Betrieben anhand von Erklärungen und Objekten die Industriegeschichte des Triestingtals. Es findet sich auch eine Darstellung der Pecherei, welche abgekommen ist.
Bemerkenswert:
- Die Sammlung Wolfgang Stiawa: Werkzeuge und Erklärungen aus der Land- und Forstwirtschaft und zu den unterschiedlichsten Berufsgruppen des Triestingtales.
- Die komplette Einrichtung der Praxis des Dentisten Kurt Mühmler in Weissenbach und die Zahntechnikwerkstatt von Friedrich Mühlauer in Neuhaus.
- 19 Miniaturen von Holzfuhrwerken von Karl Zagler.

## Architektur
Das 1900/1901 erbaute eingeschoßige Gebäude unter einem Walmdach hat ein Rundbogentor flankiert von Doppelpilastern unter einer geraden Attika als Mittelrisalit und lisenengegliederte Flanken, im Stil späthistoristisch mit neobarocken Elementen, secessionistisch beeinflusst.